# Procattedrale

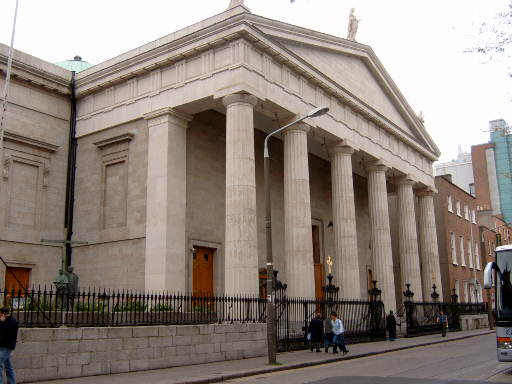
La procattedrale di Santa Maria a Dublino

Una procattedrale è una chiesa che serve temporaneamente come cattedrale o concattedrale di una diocesi.

## Esempi nel mondo
In Irlanda, il termine è usato specificamente in riferimento alla procattedrale di Santa Maria di Dublino, sede dell'arcivescovo di Dublino dai tempi della Riforma, quando la cattedrale di Christ Church e la cattedrale di San Patrizio divennero parte della Chiesa d'Irlanda.
A Gerusalemme la basilica del Santo Sepolcro è cattedrale del patriarcato di Gerusalemme dei Latini, però è luogo di culto di diverse Chiese cristiane e il patriarca latino non può disporne liberamente; perciò la chiesa del Santissimo Nome di Gesù, consacrata nel 1872 all'interno del complesso edilizio dove risiede il patriarca, svolge le funzioni di cattedrale in alcune occasioni. Originariamente definita concattedrale, nel 2022 è stato mutato il titolo in procattedrale perché spiega meglio il suo effettivo status e per sottolineare la maggiore importanza della basilica del Santo Sepolcro come cattedrale del patriarcato.
A Qu'Appelle, nel Saskatchewan, la chiesa parrocchiale di San Pietro fu procattedrale della diocesi anglicana del Saskatchewan meridionale fino al 1944. Dal 1944 al 1979 la cattedrale di San Paolo di Regina servì da procattedrale prima di essere elevata al rango di cattedrale. A Sansepolcro la chiesa di San Francesco Saverio svolse funzioni di procattedrale dal 1934 al 1943, quando la cattedrale fu chiusa al pubblico per lavori di restauro.
La chiesa di San Paolo apostolo di Savannah in Georgia è la procattedrale della diocesi episcopaliana di Georgia.
Dopo il terremoto dell'Aquila del 2009, la basilica di Santa Maria di Collemaggio, pur senza alcun atto ufficiale di curia, ha svolto dal dicembre 2009 all'agosto 2013 funzioni di procattedrale del capoluogo abruzzese in attesa del recupero del duomo.
La chiesa di San Domenico di Urbino ha svolto le funzioni di procattedrale dopo i terremoti del 1789, del 1997 e del 2016; per consentire lo svolgimento degli interventi di ristrutturazione e restauro nella cattedrale cittadina.